# Parapadna placospila
Parapadna placospila là một loài bướm đêm trong họ Noctuidae.